# البطولة الوطنية المجرية 1958–59
البطولة الوطنية المجرية 1958–59 (بالمجرية: 1958–1959-es magyar labdarúgó-bajnokság)‏ هو الموسم 57 من  البطولة الوطنية المجرية. أشرف على تنظيمه اتحاد المجر لكرة القدم، وكان عدد الأندية المشاركة فيه  14، وفاز فيه نادي سيبيل ‏.